# Liga Femenina de baloncesto 2016-17
La Liga Femenina de Baloncesto de España 2016-17 fue la 54.ª temporada de dicha competición.

## Clubes participantes
Al finalizar de la temporada 2015-2016, descendieron de manera deportiva Añares Rioja Iraurgi y CB Islas Canarias. Por su parte, obtuvieron plaza de ascenso desde Liga Femenina 2 los clubs Araski AES y CB Al-Qazeres Extremadura. 
El CB Conquero fue inadmitido en la competición por deudas con la Federación Española de Baloncesto, repescando al CB Islas Canarias para participar.
| Equipo                           | Ciudad          | Posición 2015-2016          |
| -------------------------------- | --------------- | --------------------------- |
| Perfumerías Avenida              | Salamanca       | Campeón                     |
| Spar Citylift Girona             | Gerona          | Subcampeón                  |
| Mann-Filter                      | Zaragoza        | 4º                          |
| Cadí La Seu                      | Seo de Urgel    | 5º                          |
| Gernika Bizkaia                  | Guernica y Luno | 6º                          |
| CREF ¡HOLA!                      | Madrid          | 7º                          |
| Embutidos Pajariel Bembibre PDM  | Bembibre        | 8º                          |
| Quesos El Pastor de la Polvorosa | Zamora          | 9º                          |
| IDK Gipuzkoa                     | San Sebastián   | 10º                         |
| Star Center-Uni Ferrol           | Ferrol          | 11º                         |
| Campus Promete                   | Logroño         | 12º                         |
| Spar Gran Canaria                | Las Palmas      | 13º (repescado)             |
| CB Al-Qázeres                    | Cáceres         | Campeón fase de ascenso LF2 |
| Araski AES                       | Vitoria         | Campeón fase de ascenso LF2 |

## Formato de competición

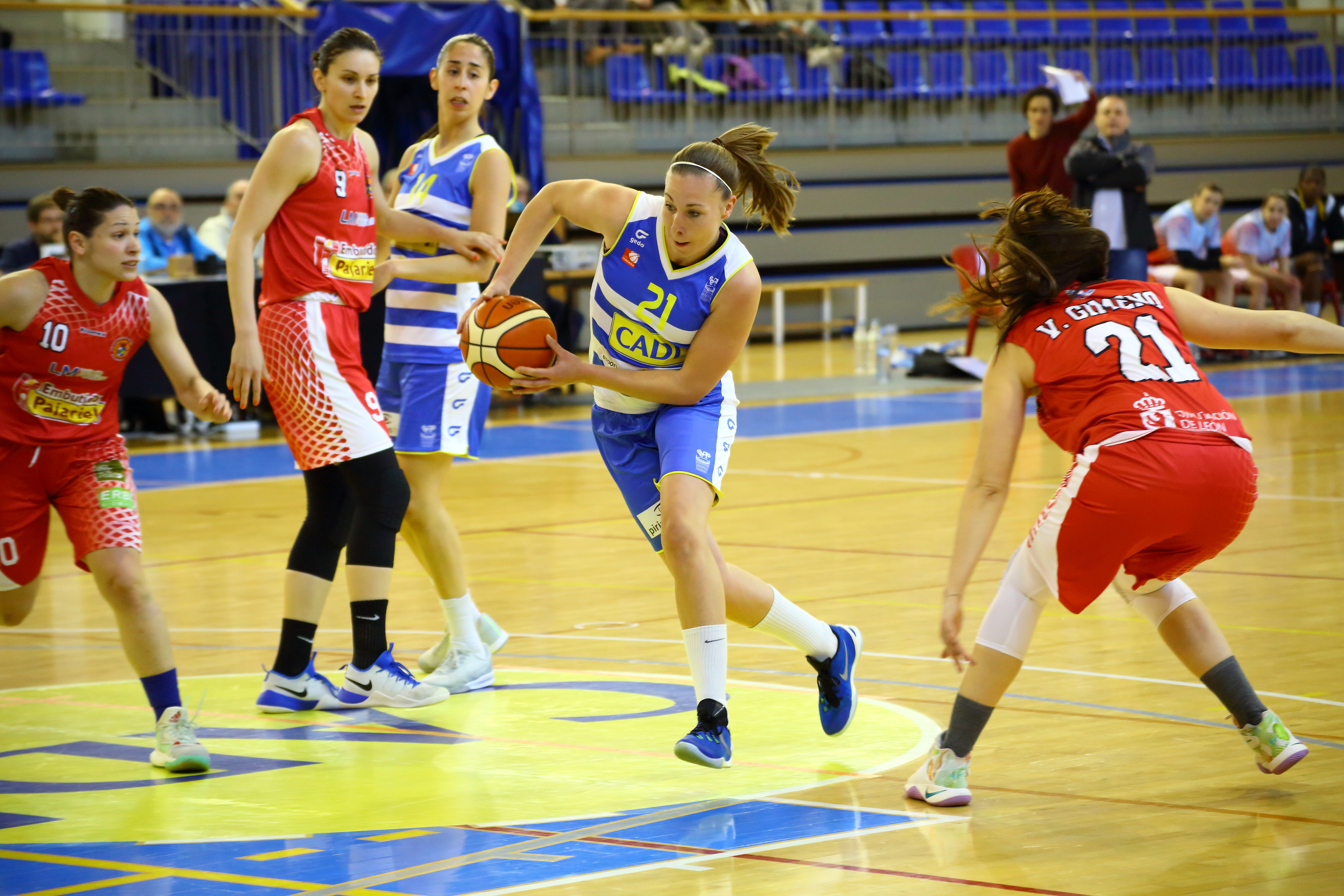
Cadi La Seu - Bembibre, Liga Femenina de Baloncesto 2016-2017

Los 14 equipos juegan todos contra todos a doble vuelta. Los seis primeros equipos clasificados al final de la primera vuelta juegan la Copa de la Reina.
Al finalizar la temporada regular, los seis primeros equipos se clasifican para playoffs, clasificándose 1º y 2º para semifinales, mientras que 3º, 4º, 5º, y 6º se enfrentan en cuartos de final. Todas las series se disputan al mejor de tres partidos. Los dos últimos equipos clasificados descienden a Liga Femenina 2.
El campeón de liga, el campeón de copa y el primer equipo clasificado al final de la temporada regular tienen garantizada su participación en competiciones europeas para la temporada 2017-2018.
El campeón de liga y el campeón de copa (o el subcampeón de copa si los dos primeros coinciden), disputan la Supercopa de España de la siguiente temporada.

## Clasificación

### Clasificación de la liga regular
| Pos. | Equipo                           | P.J. | P.G. | P.P. | P.F. | P.C. | Pt. |
| ---- | -------------------------------- | ---- | ---- | ---- | ---- | ---- | --- |
| 1    | Perfumerías Avenida              | 26   | 25   | 1    | 1889 | 1452 | 51  |
| 2    | Spar Citylift Girona             | 26   | 21   | 5    | 1978 | 1651 | 47  |
| 3    | Gernika Bizkaia                  | 26   | 16   | 10   | 1696 | 1528 | 42  |
| 4    | Star Center-Uni Ferrol           | 26   | 15   | 11   | 1742 | 1801 | 41  |
| 5    | IDK Gipuzkoa                     | 26   | 14   | 12   | 1743 | 1728 | 40  |
| 6    | Araski AES                       | 26   | 13   | 13   | 1634 | 1735 | 39  |
| 7    | Campus Promete LF1               | 26   | 13   | 13   | 1792 | 1787 | 39  |
| 8    | Cadí La Seu                      | 26   | 13   | 13   | 1662 | 1655 | 39  |
| 9    | CB Al-Qázeres                    | 26   | 11   | 15   | 1755 | 1802 | 37  |
| 10   | Embutidos Pajariel Bembibre      | 26   | 10   | 16   | 1682 | 1770 | 36  |
| 11   | Mann-Filter                      | 26   | 10   | 16   | 1706 | 1771 | 36  |
| 12   | Quesos El Pastor de la Polvorosa | 26   | 9    | 17   | 1666 | 1770 | 35  |
| 13   | CREF ¡Hola!                      | 26   | 7    | 19   | 1603 | 1859 | 33  |
| 14   | Spar Gran Canaria                | 26   | 5    | 21   | 1619 | 1858 | 31  |

### Tabla de resultados cruzados
| Local \ Visitante               | CAD   | ALQ   | PRO   | CRE   | BEM   | IDK   | ARA   | GER   | CAS   | AVE   | ZAM   | GIR   | GCA   | FER   |
| ------------------------------- | ----- | ----- | ----- | ----- | ----- | ----- | ----- | ----- | ----- | ----- | ----- | ----- | ----- | ----- |
| Cadí La Seu                     | —     | 68–56 | 75–57 | 70–59 | 68–75 | 66–62 | 62–68 | 53–54 | 53–56 | 51–69 | 74–58 | 68–64 | 62–49 | 65–74 |
| CB Al-Qázeres                   | 84–81 | —     | 70–82 | 82–64 | 82–57 | 66–71 | 64–67 | 72–69 | 82–59 | 55–61 | 87–77 | 61–78 | 68–66 | 71–74 |
| Campus Promete LF1              | 72–54 | 51–56 | —     | 83–58 | 74–66 | 66–92 | 87–72 | 76–69 | 61–70 | 61–79 | 67–71 | 72–82 | 77–42 | 72–66 |
| CREF ¡Hola!                     | 63–65 | 61–63 | 73–93 | —     | 68–60 | 70–81 | 47–67 | 39–68 | 60–84 | 47–86 | 64–61 | 64–73 | 77–66 | 77–63 |
| Embutidos Pajariel Bembibre PDM | 78–68 | 88–69 | 93–68 | 61–67 | —     | 68–70 | 79–71 | 66–77 | 73–51 | 50–67 | 63–55 | 54–91 | 69–68 | 61–71 |
| IDK Gipuzkoa                    | 72–73 | 66–41 | 62–68 | 86–54 | 64–62 | —     | 75–80 | 70–69 | 47–69 | 59–74 | 72–66 | 57–50 | 70–57 | 86–73 |
| Lacturale Art Araski            | 57–50 | 67–59 | 72–58 | 69–65 | 67–55 | 64–60 | —     | 61–63 | 75–70 | 42–63 | 56–63 | 57–80 | 79–66 | 66–53 |
| Lointek Gernika Bizkaia         | 67–71 | 67–75 | 54–49 | 72–46 | 68–58 | 57–62 | 66–47 | —     | 78–64 | 62–51 | 68–47 | 61–50 | 78–50 | 68–73 |
| Mann-Filter Casablanca          | 49–61 | 91–88 | 59–68 | 53–56 | 61–48 | 63–66 | 65–63 | 55–62 | —     | 70–73 | 77–65 | 63–67 | 88–83 | 73–66 |
| Perfumerías Avenida             | 62–53 | 52–49 | 75–53 | 75–63 | 69–46 | 77–43 | 70–51 | 71–56 | 71–34 | —     | 80–73 | 67–60 | 96–48 | 87–63 |
| Quesos El Pastor                | 64–72 | 88–71 | 53–63 | 52–66 | 55–53 | 74–67 | 73–37 | 56–69 | 72–69 | 52–71 | —     | 61–88 | 83–71 | 56–65 |
| Spar CityLift Girona            | 72–51 | 75–56 | 87–74 | 91–78 | 82–62 | 85–67 | 79–56 | 59–55 | 84–75 | 76–85 | 81–72 | —     | 72–58 | 87–62 |
| Spar Gran Canaria               | 52–76 | 74–66 | 66–71 | 62–46 | 62–68 | 66–53 | 91–53 | 51–69 | 70–67 | 52–70 | 58–68 | 52–88 | —     | 48–52 |
| Star Center-Uni Ferrol          | 62–52 | 48–62 | 71–69 | 73–71 | 57–69 | 70–63 | 72–70 | 56–50 | 79–71 | 83–88 | 61–51 | 63–77 | 92–91 | —     |

### Evolución en la clasificación
La tabla muestra las posiciones de cada equipo al término de cada jornada.
| Equipo ╲ Jornada                | 1           | 2  | 3  | 4  | 5  | 6  | 7  | 8  | 9  | 10 | 11 | 12 | 13 | 14 | 15 | 16 | 17 | 18 | 19 | 20 | 21 | 22 | 23 | 24 | 25 | 26 |   |
| ------------------------------- | ----------- | -- | -- | -- | -- | -- | -- | -- | -- | -- | -- | -- | -- | -- | -- | -- | -- | -- | -- | -- | -- | -- | -- | -- | -- | -- | - |
| Equipo ╲ Jornada                | Cadí La Seu | 13 | 8  | 6  | 5  | 9  | 9  | 8  | 7  | 5  | 6  | 6  | 5  | 8  | 11 | 9  | 9  | 9  | 8  | 11 | 9  | 7  | 7  | 7  | 6  | 6  | 8 |
| CB Al-Qázeres                   | 5           | 3  | 8  | 9  | 7  | 8  | 6  | 5  | 6  | 7  | 8  | 6  | 5  | 5  | 5  | 6  | 6  | 6  | 8  | 10 | 10 | 10 | 10 | 9  | 9  | 9  |   |
| Campus Promete LF1              | 8           | 12 | 12 | 10 | 8  | 6  | 7  | 8  | 8  | 11 | 11 | 8  | 10 | 9  | 6  | 5  | 4  | 4  | 4  | 4  | 5  | 6  | 6  | 7  | 8  | 7  |   |
| CREF ¡Hola!                     | 11          | 6  | 5  | 6  | 10 | 12 | 13 | 12 | 13 | 13 | 13 | 13 | 13 | 13 | 14 | 13 | 13 | 13 | 13 | 13 | 13 | 13 | 13 | 13 | 13 | 13 |   |
| Embutidos Pajariel Bembibre PDM | 9           | 4  | 4  | 4  | 4  | 4  | 5  | 6  | 7  | 5  | 5  | 9  | 7  | 7  | 11 | 11 | 11 | 11 | 10 | 11 | 11 | 11 | 11 | 11 | 11 | 10 |   |
| IDK Gipuzkoa                    | 6           | 7  | 11 | 13 | 13 | 10 | 10 | 9  | 9  | 8  | 7  | 10 | 11 | 8  | 10 | 10 | 10 | 10 | 7  | 7  | 8  | 9  | 8  | 8  | 7  | 5  |   |
| Lacturale Art Araski            | 4           | 10 | 7  | 7  | 5  | 5  | 4  | 4  | 4  | 4  | 4  | 4  | 4  | 4  | 4  | 4  | 5  | 5  | 5  | 5  | 4  | 4  | 4  | 5  | 5  | 6  |   |
| Lointek Gernika Bizkaia         | 10          | 5  | 3  | 3  | 3  | 3  | 3  | 3  | 3  | 3  | 3  | 3  | 3  | 3  | 3  | 3  | 3  | 3  | 3  | 3  | 3  | 3  | 3  | 3  | 3  | 3  |   |
| Mann-Filter Casablanca          | 12          | 14 | 13 | 11 | 11 | 11 | 12 | 11 | 11 | 9  | 9  | 11 | 9  | 10 | 8  | 7  | 8  | 9  | 9  | 8  | 9  | 8  | 9  | 10 | 10 | 11 |   |
| Perfumerías Avenida             | 2           | 2  | 1  | 1  | 1  | 2  | 2  | 2  | 2  | 1  | 1  | 1  | 1  | 1  | 1  | 1  | 1  | 1  | 1  | 1  | 1  | 1  | 1  | 1  | 1  | 1  |   |
| Quesos El Pastor                | 1           | 9  | 9  | 12 | 12 | 13 | 11 | 13 | 10 | 12 | 12 | 12 | 12 | 12 | 12 | 12 | 12 | 12 | 12 | 12 | 12 | 12 | 12 | 12 | 12 | 12 |   |
| Spar CityLift Girona            | 3           | 1  | 2  | 2  | 2  | 1  | 1  | 1  | 1  | 2  | 2  | 2  | 2  | 2  | 2  | 2  | 2  | 2  | 2  | 2  | 2  | 2  | 2  | 2  | 2  | 2  |   |
| Spar Gran Canaria               | 14          | 13 | 14 | 14 | 14 | 14 | 14 | 14 | 14 | 14 | 14 | 14 | 14 | 14 | 13 | 14 | 14 | 14 | 14 | 14 | 14 | 14 | 14 | 14 | 14 | 14 |   |
| Star Center-Uni Ferrol          | 7           | 11 | 10 | 8  | 6  | 7  | 9  | 10 | 12 | 10 | 10 | 7  | 6  | 6  | 7  | 8  | 7  | 7  | 6  | 6  | 6  | 5  | 5  | 4  | 4  | 4  |   |

## Playoffs
|  | Cuartos Al mejor de 3 partidos | Cuartos Al mejor de 3 partidos | Cuartos Al mejor de 3 partidos |                        |   | Semifinales Al mejor de 3 partidos | Semifinales Al mejor de 3 partidos | Semifinales Al mejor de 3 partidos |  |   | Final Al mejor de 3 partidos | Final Al mejor de 3 partidos | Final Al mejor de 3 partidos |  |
|  |                                |                                |                                |                        |   |                                    |                                    |                                    |  |   |                              |                              |                              |  |
|  |                                |                                |                                |                        |   |                                    |                                    |                                    |  |   |                              |                              |                              |  |
|  |                                |                                |                                |                        |   |                                    |                                    |                                    |  |   |                              |                              |                              |  |
|  |                                |                                |                                |                        |   |                                    |                                    |                                    |  |   |                              |                              |                              |  |
|  |                                |                                |                                |                        |   |                                    |                                    |                                    |  |   |                              |                              |                              |  |
|  |                                | 1                              | Perfumerías Avenida            | 2                      |   |                                    |                                    |                                    |  |   |                              |                              |                              |  |
|  |                                |                                |                                | 2                      |   |                                    |                                    |                                    |  |   |                              |                              |                              |  |
|  |                                |                                | 4                              | Star Center-Uni Ferrol | 0 |                                    |                                    |                                    |  |   |                              |                              |                              |  |
|  | 4                              | Star Center-Uni Ferrol         | 4                              | Star Center-Uni Ferrol | 0 | 2                                  |                                    |                                    |  |   |                              |                              |                              |  |
|  | 4                              | Star Center-Uni Ferrol         |                                |                        |   |                                    |                                    |                                    |  |   |                              |                              |                              |  |
|  | 5                              | IDK Gipuzkoa                   | 1                              |                        |   |                                    |                                    |                                    |  |   |                              |                              |                              |  |
|  | 5                              | IDK Gipuzkoa                   | 1                              |                        |   |                                    |                                    |                                    |  | 1 | Perfumerías Avenida          | 2                            |                              |  |
|  |                                |                                |                                |                        |   |                                    |                                    |                                    |  | 1 | Perfumerías Avenida          | 2                            |                              |  |
|  |                                |                                | 2                              | Spar Citylift Girona   | 1 |                                    |                                    |                                    |  |   |                              |                              |                              |  |
|  |                                |                                | 2                              | Spar Citylift Girona   | 1 |                                    |                                    |                                    |  |   |                              |                              |                              |  |
|  |                                |                                |                                |                        |   |                                    |                                    |                                    |  |   |                              |                              |                              |  |
|  |                                |                                |                                |                        |   |                                    |                                    |                                    |  |   |                              |                              |                              |  |
|  |                                | 2                              | Spar Citylift Girona           | 2                      |   |                                    |                                    |                                    |  |   |                              |                              |                              |  |
|  |                                |                                |                                | 2                      |   |                                    |                                    |                                    |  |   |                              |                              |                              |  |
|  |                                |                                | 6                              | Araski AES             | 0 |                                    |                                    |                                    |  |   |                              |                              |                              |  |
|  | 3                              | Gernika Bizkaia                | 6                              | Araski AES             | 0 | 0                                  |                                    |                                    |  |   |                              |                              |                              |  |
|  | 3                              | Gernika Bizkaia                |                                |                        |   |                                    |                                    |                                    |  |   |                              |                              |                              |  |
|  | 6                              | Araski AES                     | 2                              |                        |   |                                    |                                    |                                    |  |   |                              |                              |                              |  |
|  | 6                              | Araski AES                     | 2                              |                        |   |                                    |                                    |                                    |  |   |                              |                              |                              |  |
|  |                                |                                |                                |                        |   |                                    |                                    |                                    |  |   |                              |                              |                              |  |

### Cuartos de final
| Equipo 1                    | Series | Equipo 2         | 1.er partido | 2.º partido | 3.er partido |
| --------------------------- | ------ | ---------------- | ------------ | ----------- | ------------ |
| (4) Star Center-Uni Ferrol  | 2–1    | IDK Gipuzkoa (5) | 68–60        | 59–61       | 59–56        |
| (3) Lointek Gernika Bizkaia | 2–1    | Araski AES (6)   | 61–64        | 54–57       | —            |

Partido 1
| 5 de abril de 2017 | Star Center-Uni Ferrol                                       | 68–60                                 | IDK Gipuzkoa                                      | Ferrol                                                                                   |  |
| 20:00              | Parciales: 19–10, 18–15, 16–21, 15–14                        | Parciales: 19–10, 18–15, 16–21, 15–14 | Parciales: 19–10, 18–15, 16–21, 15–14             |                                                                                          |  |
|                    | Estadísticas Sánchez 16 Barbee 12 tres jugadoras 4 Barbee 29 | Reporte Pts Reb Asts Val              | Estadísticas 17 Gomes 14 Gomes 6 Ferrari 27 Gomes | Pabellón: Pavillón Municipal Esteiro Árbitros: Ángel de Lucas de Lucas Eva Areste Giralt |  |

| 5 de abril de 2017 | Lointek Gernika Bizkaia                          | 61–64                                | Araski AES                                          | Guernica y Luno                                                                         |  |
| 20:00              | Parciales: 21–14, 9–21, 19–12, 12–17             | Parciales: 21–14, 9–21, 19–12, 12–17 | Parciales: 21–14, 9–21, 19–12, 12–17                |                                                                                         |  |
|                    | Estadísticas Pina 17 Pina 11 Asurmendi 6 Pina 21 | Reporte Pts Reb Asts Val             | Estadísticas 23 Tudanca 7 Tudanca 4 Vega 21 Tudanca | Pabellón: Polideportivo Maloste Árbitros: José Antonio Pagán Barro Alberto Baena Arroyo |  |

Partido 2
| 9 de abril de 2017 | IDK Gipuzkoa                                            | 61–59                                | Star Center-Uni Ferrol                                 | Guipúzcoa |  |
| 12:00              | Parciales: 8–22, 19–15, 19–11, 15–11                    | Parciales: 8–22, 19–15, 19–11, 15–11 | Parciales: 8–22, 19–15, 19–11, 15–11                   | |  |
|                    | Estadísticas Aduriz 14 Bulgak, Sarr 7 Ocete 7 Aduriz 19 | Reporte Pts Reb Asts Val             | Estadísticas 20 Sánchez 12 Sánchez 7 Suárez 31 Sánchez | Pabellón: Polideportivo Municipal José Antonio Gasca Árbitros: Francisco José Zafra Guerra Enrique Miguel López Herrada |  |

| 8 de abril de 2017 | Araski AES                                                             | 57–54                                 | Lointek Gernika Bizkaia                              | Vitoria                                                                                              |  |
| 19:30              | Parciales: 12–16, 17–12, 15–10, 13–16                                  | Parciales: 12–16, 17–12, 15–10, 13–16 | Parciales: 12–16, 17–12, 15–10, 13–16                | |  |
|                    | Estadísticas Silva, Roundtree 13 Tudanca, Roundtree 8 Silva 4 Silva 19 | Reporte Pts Reb Asts Val              | Estadísticas 13 Mokango 15 Mokango 3 Pina 15 Mokango | Pabellón: Polideportivo Mendizorrotza Árbitros: Esperanza Mendoza Holgado Juan Ramón Hurtado Almansa |  |

Partido 3
| 12 de abril de 2017 | Star Center-Uni Ferrol                                       | 59–56                                | IDK Gipuzkoa                                       | Ferrol                                                                                       |  |
| 20:00               | Parciales: 14–16, 11–11, 9–17, 25–12                         | Parciales: 14–16, 11–11, 9–17, 25–12 | Parciales: 14–16, 11–11, 9–17, 25–12               |                                                                                              |  |
|                     | Estadísticas Barbee 17 tres jugadoras 9 Sánchez 4 Sánchez 20 | Reporte Pts Reb Asts Val             | Estadísticas 20 Bulgak 17 Bulgak 6 Ocete 28 Bulgak | Pabellón: Pavillón Municipal Esteiro Árbitros: Jorge Muñoz García Juan Alberto Pinela García |  |

### Semifinales
| Equipo 1                 | Series | Equipo 2                   | 1.er partido | 2.º partido | 3.er partido |
| ------------------------ | ------ | -------------------------- | ------------ | ----------- | ------------ |
| (1) Perfumerías Avenida  | 2–0    | Star Center-Uni Ferrol (4) | 69–45        | 61–39       | —            |
| (2) Spar CityLift Girona | 2–0    | Araski AES (6)             | 80–51        | 61–43       | —            |

Partido 1
| 14 de abril de 2017 | Perfumerías Avenida                                                  | 69–45                               | Star Center-Uni Ferrol                               | Salamanca                                                                                          |  |
| 21:00               | Parciales: 17–8, 16–11, 19–18, 17–8                                  | Parciales: 17–8, 16–11, 19–18, 17–8 | Parciales: 17–8, 16–11, 19–18, 17–8                  | |  |
|                     | Estadísticas Givens 20 de Souza 9 Domínguez, Milovanović 6 Givens 21 | Reporte Pts Reb Asts Val            | Estadísticas 12 Barbee 8 Sánchez 3 Barbee 22 Sánchez | Pabellón: Pabellón Municipal de Würzburg Árbitros: Carlos Javier García León Javier Torres Sánchez |  |

| 15 de abril de 2017 | Spar CityLift Girona                                  | 80–51                                | Araski AES                                             | Gerona                                                                                    |  |
| 20:00               | Parciales: 23–14, 19–13, 19–9, 19–15                  | Parciales: 23–14, 19–13, 19–9, 19–15 | Parciales: 23–14, 19–13, 19–9, 19–15                   |                                                                                           |  |
|                     | Estadísticas Jordana 21 Spanou 13 Buch 6 Coulibaly 33 | Reporte Pts Reb Asts Val             | Estadísticas 15 Tudanca 7 Liñeira 3 Liñeira 12 Liñeira | Pabellón: Pabellón Girona-Fontajau Árbitros: Susana Gómez López Francisco González Cuervo |  |

Partido 2
| 18 de abril de 2017 | Star Center-Uni Ferrol                                         | 39–61                               | Perfumerías Avenida                                            | Ferrol                                                                                            |  |
| 21:00               | Parciales: 12–20, 11–12, 8–14, 8–15                            | Parciales: 12–20, 11–12, 8–14, 8–15 | Parciales: 12–20, 11–12, 8–14, 8–15                            |                                                                                                   |  |
|                     | Estadísticas Jefferson 10 Araújo 11 Barbee 4 Araújo, Barbee 11 | Reporte Pts Reb Asts Val            | Estadísticas 13 Milovanović 9 de Souza 5 Domínguez 18 de Souza | Pabellón: Pavillón Municipal Esteiro Árbitros: Antonio Manuel Zamora Rodríguez Arnau Padrós Feliu |  |

| 19 de abril de 2017 | Araski AES                                                       | 43–61                               | Spar CityLift Girona                                          | Vitoria                                                                                                  |  |
| 21:00               | Parciales: 9–17, 17–14, 7–10, 10–20                              | Parciales: 9–17, 17–14, 7–10, 10–20 | Parciales: 9–17, 17–14, 7–10, 10–20                           | |  |
|                     | Estadísticas Aldalur 9 tres jugadoras 4 Velasco, Silva 4 Silva 9 | Reporte Pts Reb Asts Val            | Estadísticas 14 Rodríguez 13 Coulibaly 4 Jordana 21 Coulibaly | Pabellón: Polideportivo Mendizorrotza Árbitros: Juan Gabriel Carpallo Miguélez Alejandro Aranzana García |  |

### Final
| Equipo 1                | Series | Equipo 2                 | 1.er partido | 2.º partido | 3.er partido |
| ----------------------- | ------ | ------------------------ | ------------ | ----------- | ------------ |
| (1) Perfumerías Avenida | 2–1    | Spar CityLift Girona (2) | 71–51        | 75–79       | 67–46        |

Partido 1
| 26 de abril de 2017 | Perfumerías Avenida                                            | 71–51                                 | Spar CityLift Girona                                         | Salamanca                                                                                                  |  |
| 21:00               | Parciales: 13–14, 17–14, 25–13, 16–10                          | Parciales: 13–14, 17–14, 25–13, 16–10 | Parciales: 13–14, 17–14, 25–13, 16–10                        | |  |
|                     | Estadísticas Milovanović 30 de Souza 8 Givens 7 Milovanović 35 | Reporte Pts Reb Asts Val              | Estadísticas 20 Ibekwe 11 Ibekwe 2 Jordana, Ibekwe 19 Ibekwe | Pabellón: Pabellón Municipal de Würzburg Árbitros: Juan Manuel Uruñuela Uruñuela Alfonso Olivares Iglesias |  |

Partido 2
| 29 de abril de 2017 | Spar CityLift Girona                                | 79–75                                 | Perfumerías Avenida                                                   | Gerona |  |
| 21:00               | Parciales: 18–18, 21–21, 19–16, 21–20               | Parciales: 18–18, 21–21, 19–16, 21–20 | Parciales: 18–18, 21–21, 19–16, 21–20                                 | |  |
|                     | Estadísticas Ibekwe 24 Ibekwe 8 Jordana 8 Ibekwe 38 | Reporte Pts Reb Asts Val              | Estadísticas 20 Domínguez 9 de Souza 2 Domínguez, Givens 19 Domínguez | Pabellón: Pabellón municipal Girona-Fontajau Árbitros: José María Terreros San Miguel Carlos Javier García León |  |

Partido 3
| 2 de mayo de 2017 | Perfumerías Avenida                                                   | 67–46                               | Spar CityLift Girona                                             | Salamanca                                                                                 |  |
| 21:00             | Parciales: 15–7, 16–9, 23–17, 13–13                                   | Parciales: 15–7, 16–9, 23–17, 13–13 | Parciales: 15–7, 16–9, 23–17, 13–13                              |                                                                                           |  |
|                   | Estadísticas Milovanović 20 Milovanović 10 Domínguez 6 Milovanović 27 | Reporte Pts Reb Asts Val            | Estadísticas 9 Coulibaly 9 Ibekwe 3 Jordana, Ibekwe 14 Coulibaly | Pabellón: Pabellón Municipal de Würzburg Árbitros: Germán Morales Ruiz Susana Gómez López |  |

| Ganadoras de la Liga Femenina 2017–18 |
| ------------------------------------- |
| Perfumerías Avenida 5.º título        |

## Postemporada
- Campeonas de la Liga Femenina 2016-17: Perfumerías Avenida (5º título).
- Campeonas de la Copa de la Reina 2017: Perfumerías Avenida (6º título).
- Campeonas de la Supercopa 2016: Perfumerías Avenida (6º título).
- Clasificadas para Euroliga 2017-18: Perfumerías Avenida.
- Clasificadas para Eurocup 2017-18: Spar Citylift Girona y Lointek Gernika Bizkaia.
- Descendidas a Liga Femenina 2 2017-18:  Spar Gran Canaria y CREF ¡Hola!.
- Ascendidas de Liga Femenina 2 2016-17:  Movistar Estudiantes y Snatt's Femení Sant Adrià.